# Alfa 24 HP
De Alfa 24 HP was het eerste eigen model van het Italiaanse automerk ALFA, het latere Alfa Romeo. Hiervoor maakte het bedrijf wagens van Darracq
Nadat de Società Italiana Automobili Darracq (SAID) in 1910 overgenomen was door de Italiaanse bedrijfsleider van Darracq werd de naam veranderd naar Anonima Lombarda Fabbrica di Automobili, of kortweg ALFA. Giuseppe Merosi ontwierp de eerste wagen voor het vernieuwde bedrijf, de Alfa 24 HP. De motor werd een 4048 cc viercilinder met een maximaal vermogen van 42 pk. De wagen kon hiermee snelheden halen van boven de 100 km/u. Om de betrouwbaarheid te testen en om het nieuwe merk te promoten werd de 24 HP onder andere ingezet in de Targa Florio. Van 1910 tot 1911 werd ook nog de lichtere 12 HP met een 2413 cc viercilindermotor gebouwd, gebaseerd op de 24 HP.
De 24 HP werd nog doorontwikkeld tot de Alfa 15 HP. In 1915 gebruikte Merosi de 24 HP als basis voor de 45 pk sterke 15 HP Corsa die speciaal voor competitie werd gebouwd.